# Constituția Statelor Unite ale Americii

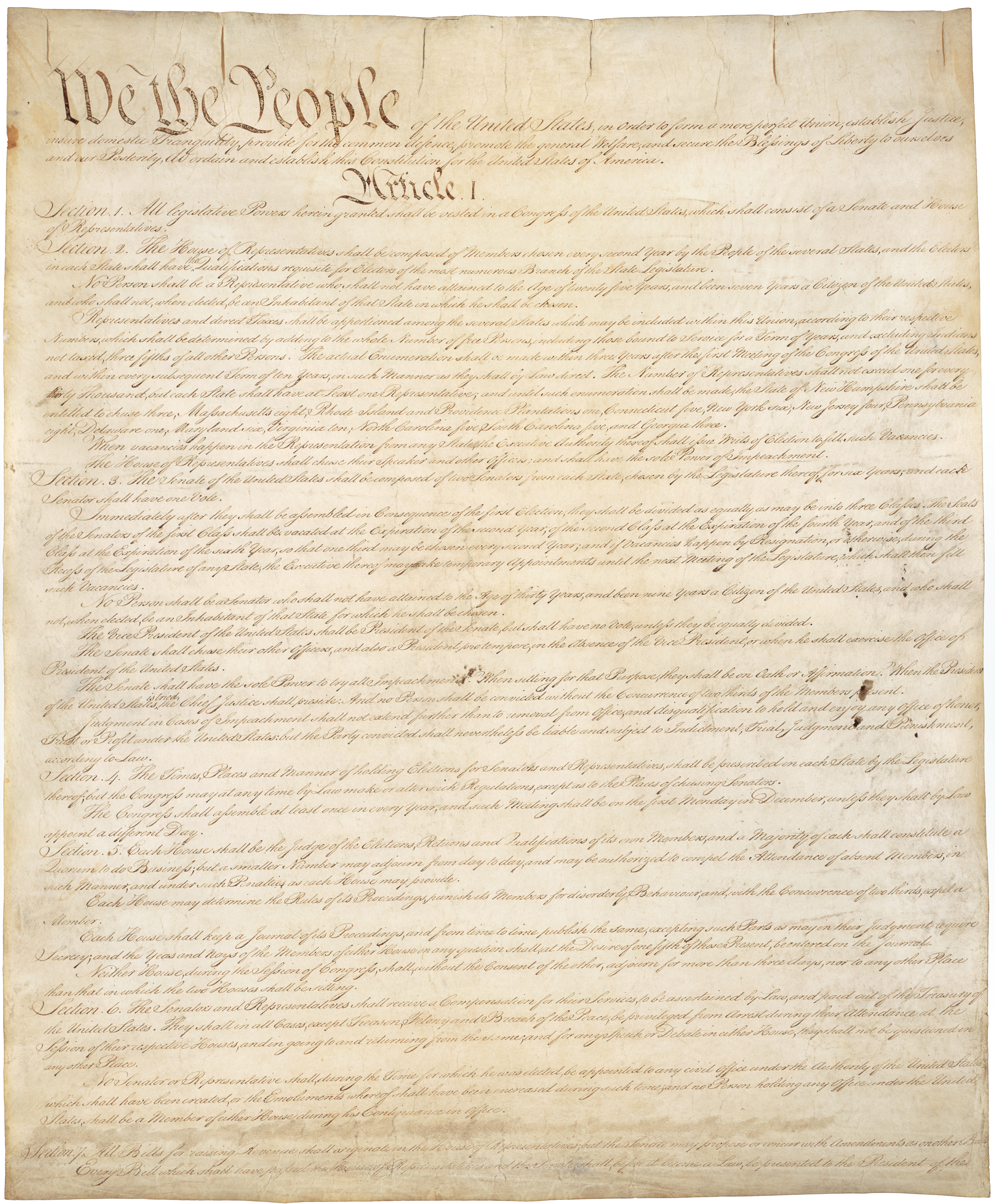
Pagina I a Constitution of the United States of America

Constituția Statelor Unite ale Americii (în engleză, [The] United States Constitution) este legea supremă a Statelor Unite ale Americii. A fost concepută între 21 februarie și 17 septembrie 1787, fiind definitivată în 17 septembrie 1787 odată cu adoptarea sa de către Convenția Constituțională a Statelor Unite ale Americii (în engleză, United States Constitutional Convention), care a avut loc în Philadelphia, Pennsylvania, urmând să intre în vigoare în ziua de 4 martie 1789. A creat o uniune federală de state suverane și un guvern federal care să opereze conducerea acesteia, înlocuind vechea uniune mai neclar definită și cu o constituție mai ambiguă, Articolele Confederației.
Imediat după adoptare, a fost supusă ratificării tuturor celor treisprezece foste colonii britanice, fiind votată și acceptată de adunările celor treisprezece state originare la date diferite, între 7 decembrie 1787 de către statul Delaware, primul, și 29 mai 1790 de către statul Rhode Island, al treisprezecela și ultimul dintre cele treisprezece state originare.
După intrarea sa efectivă în aplicare, la 4 martie 1787, exact așa cum a fost inițial preconizat de către un grup al Părinților Fondatori, respectiv validând Uniunea și Constituția însăși, la 21 iunie 1788, când "pragul critic" de nouă state semnatare a fost atins prin ratificarea sa de către statul New Hampshire, Constituția Statelor Unite a servit ca model multor națiuni. Astăzi, constituția Statelor Unite este cea mai veche constituție de tip federal din lume, fiind efectiv în vigoare de peste 228 de ani. În același timp, este cea mai veche constituție scrisă din lume care funcționează neîntrerupt de la adoptarea sa.

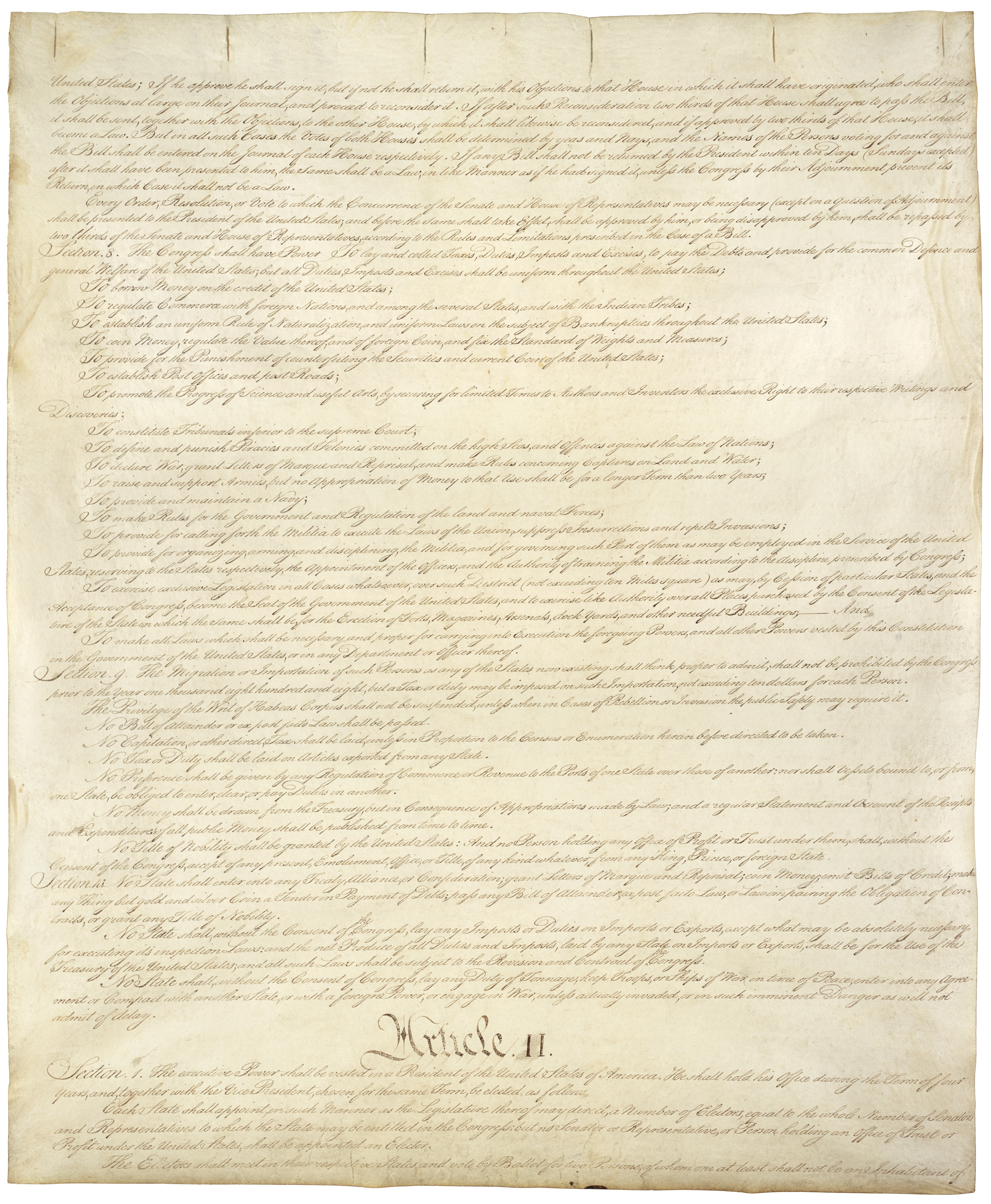
Pagina a II-a a Constituției Statelor Unite ale Americii

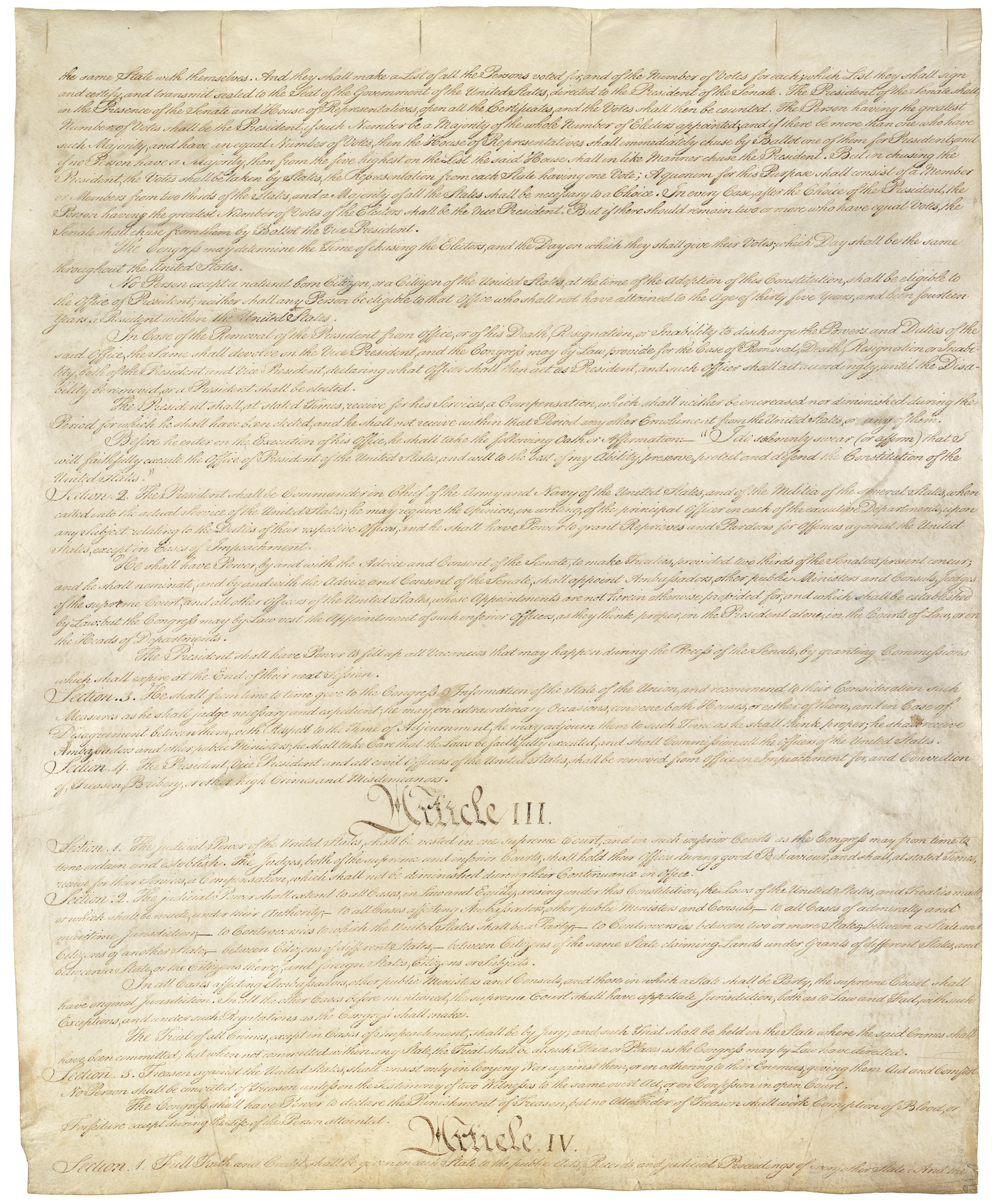
Pagina a III-a a Constituției Statelor Unite ale Americii

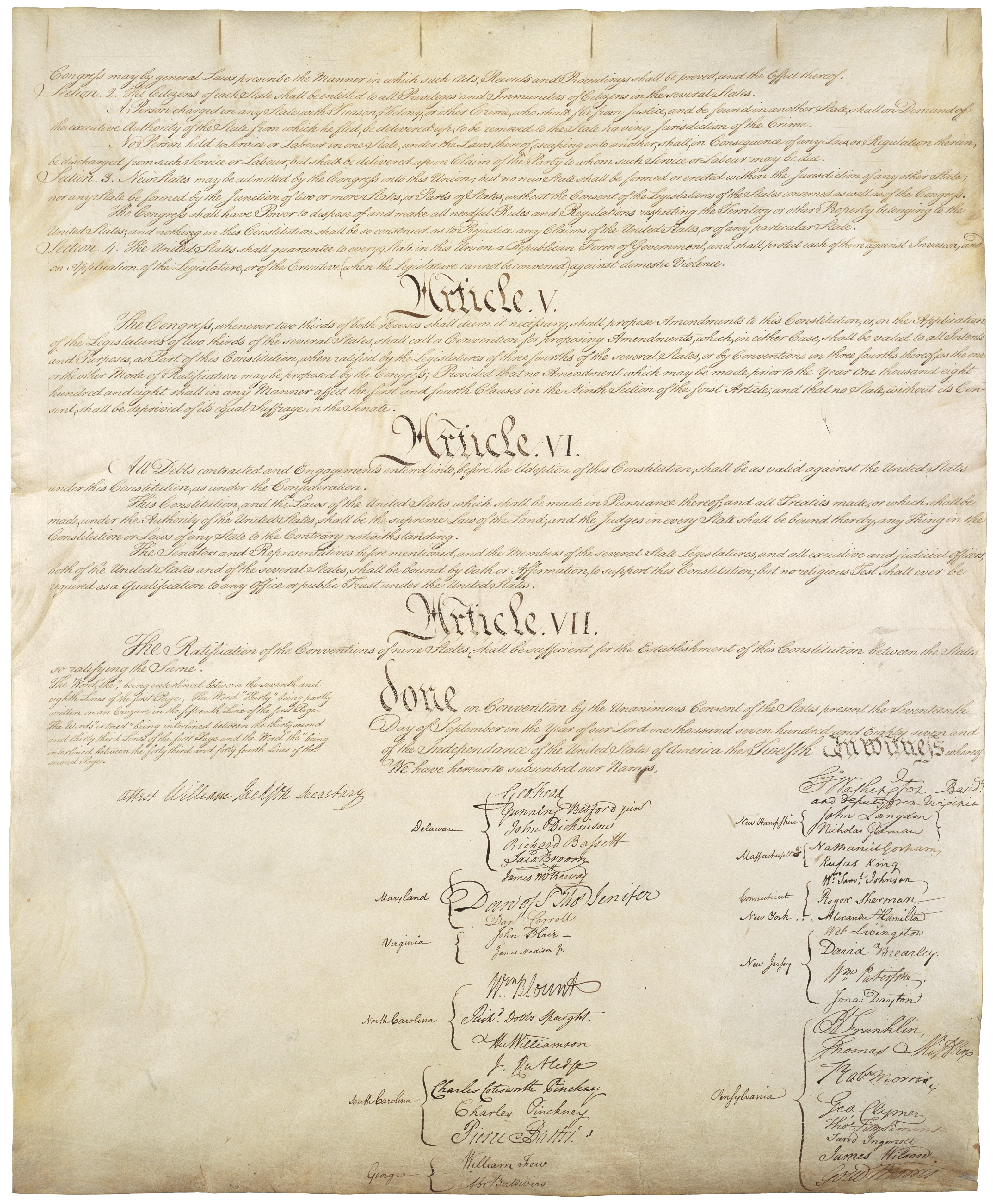
Pagina a IV-a a Constituției Statelor Unite ale Americii

## Istorie
Pentru detalii vedeți Istoria Constituției Statelor Unite ale Americii
În timpul Războiului de Independență (în engleză, American Revolutionary War), ca urmare a Declarației de independență a Statelor Unite ale Americii, cele treisprezece colonii britanice, care s-au răsculat contra Imperiului Britanic, au format pentru început un guvern central foarte slab și nu foarte eficient, având Congresul Continental (în engleză, Continental Congress) ca unica sa entitate componentă, conform Articolelor Confederației. Congresul Continental era un organ strict legislativ, care adeseori nu putea nici măcar să producă legi datorită absenteismului frecvent al membrilor acestuia. Puterile executivă și judiciară nu existau.
Congresul Continental fiind de fapt doar un organ legislativ, nu avea nici o putere ca să impună nici un fel de legi, incluzând colectarea de taxe. Inexistența unor ramuri executive și juridice care să aplice legile și, respectiv, să-i pedepsească pe cei care nu le respectau, făcea ca puterea Congresului Continental să fie nu doar foarte limitată, dar, de cele mai multe ori, să fie nerespectată, ignorată sau chiar ridiculizată. Absenteismul membrilor săi era de multe ori intenționat pentru a nu se realiza quorumul necesar trecerii unei legi. Astfel, în mod frecvent, chiar și cele mai moderate propuneri sau schimbări erau blocate.

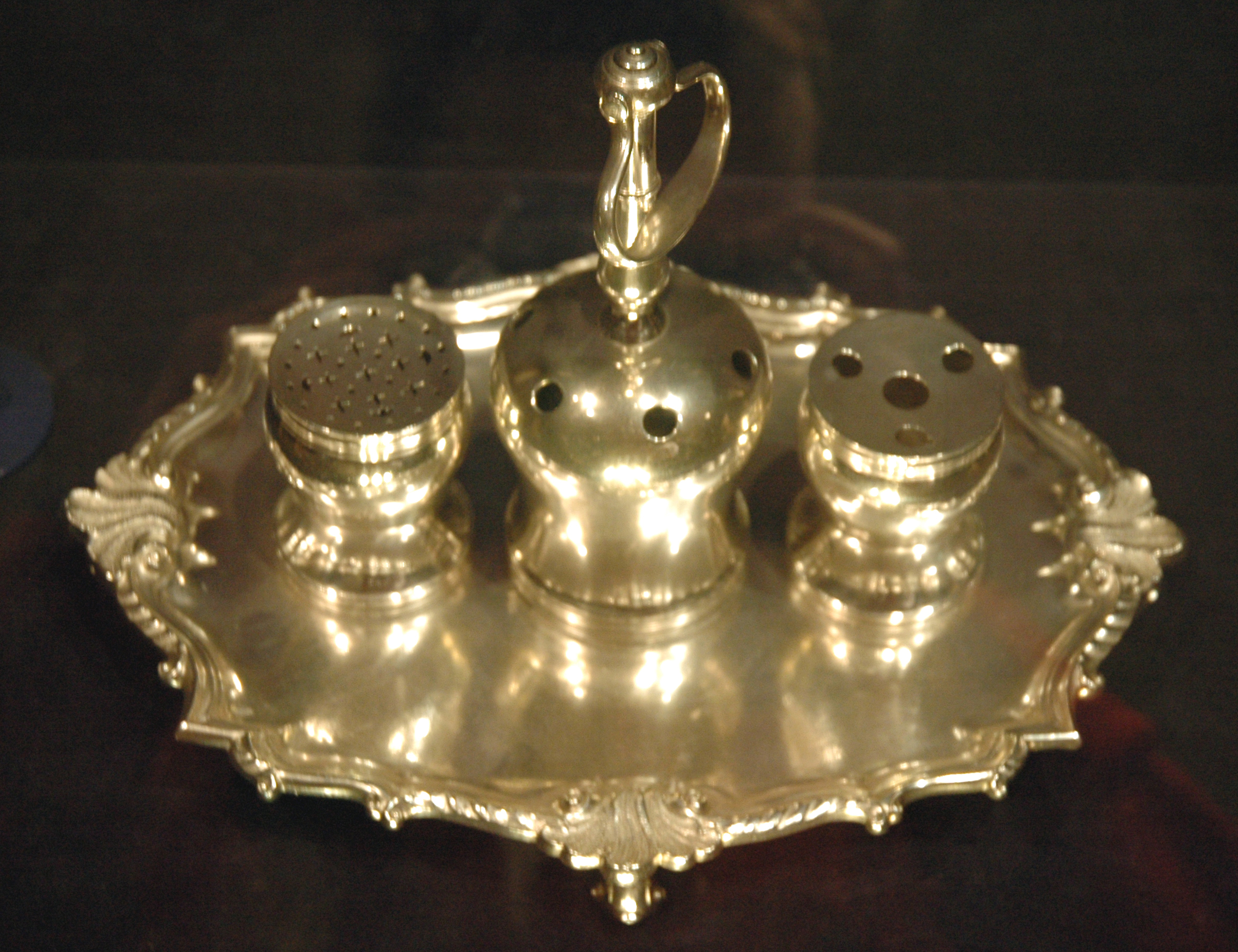
Călimara folosită pentru semnarea Constituției Statelor Unite ale Americii

În septembrie 1786, reprezentanți a cinci state s-au întâlnit în ceea ce urma a fi numită Annapolis Convention pentru a discuta modificările necesare care urmau a fi aduse Articolelor Confederației pentru a netezi relațiile economice, și în special comerțul. Cu această ocazie, participanții i-au invitat pe toți reprezentanții celor 13 state să se întâlnească ulterior în Philadelphia, Pennsylvania, ca să discute ce ar trebui să facă pentru îmbunătățirea și nuanțarea creării organelor necesare conducerii federale.
După terminarea Convenției de la Annapolis, Maryland, Congresul Confederației a aprobat un plan de revizuire a Articolelor Confederației prevăzut a avea loc în ziua de 21 februarie 1787.

## Preambulul Constituției
„Noi, Poporul Statelor Unite, in vederea realizării unei Uniuni mai strânse, așezării dreptății, asigurării Liniștii interne, înzestrării pentru apărarea obștească, promovării Prosperității generale si asigurării Binecuvântărilor Libertății pentru noi înșine si pentru Urmașii noștri, decretăm și promulgăm Constituția de față pentru Statele Unite ale Americii.”
Preambulul Constituției S.U.A. nici nu recunoaște vreo putere, nici nu oprește vreo acțiune; el doar explică motivația din spatele Constituției. Este o declarație de bază ce precede Constituția. Preambulul, în special primele două cuvinte (noi, poporul) este una dintre cele mai menționate secțiuni ale Constituției. Sunt cu adevărat cele mai importante cuvinte din Constituție deoarece arată că aceasta nu vine de la un rege sau împărat, ci de la poporul însuși.
Expresia „noi, poporul Statelor Unite” este de o importanță singulară. Se prevede astfel că puterea și autoritatea guvernământului federal al Statelor Unite ale Americii nu vine de la mai multe state sau de la popoarele mai multor state, ci de la o entitate identificată ca fiind popor al Statelor Unite ale Americii, cu Constituția servind ca un contract între poporul S.U.A., mulțimea de state, și noua entitate creată: guvernământul federal al S.U.A.
Dorința fondatorilor era aceea de a asigura un sistem de echilibre și contraponderi între puteri (Legislativ vs. Executiv vs. Judiciar).

## Articolul I - Puterea legislativă
Puterea legislativă este deținută de Congres, care constă în două camere, cea superioară, Senatul și cea inferioară, Camera Reprezentanților.

## Articolul II - Puterea executivă
Puterea executivă este deținută de Președinte și Vicepreședinte.  Puterea executivă va fi încredințată unui președinte al Statelor Unite ale Americii. Președintele va fi comandantul suprem al armatei și al marinei, va putea încheia tratate cu avizul și consimțământul Senatului, dacă cel puțin două treimi din senatorii prezenți își vor da acordul.

## Amendamente
Constituția Statelor Unite are 27 de amendamente, primele zece, ratificate simultan intre anii 1789 și 1791, sunt cunoscute sub denumirea de United States Bill of Rights și urmăresc limitarea puterii guvernului federal.

### Primul amendament
Acesta interzice Congresului să voteze legi prin care să se instituie o religie oficială de stat sau prin care o religie este preferată în locul alteia, să promulge legi prin care s-ar împiedica libertatea religioasă, legi care să îngrădească libertatea de exprimare, libertatea presei, legi care să limiteze dreptul la adunare pașnică și la a trimite petiții guvernului.
Textul amendamentului spune: "Congress shall make no law respecting an establishment of religion, or prohibiting the free exercise thereof; or abridging the freedom of speech, or of the press; or the right of the people peaceably to assemble, and to petition the Government for a redress of grievances."

#### Clauza instituirii
"Congress shall make no law respecting an establishment of religion..."
Primului Amendament are ca scop apărarea libertății de conștiință, a libertății religioase și a libertății de exprimare, iar Clauza Instituirii (eng. Establishment Clause) contribuie la atingerea acestui scop prin ridicarea "unui zid de separație între Biserică și Stat". Această clauză poate fi interpretată fie într-un mod "separaționist", caz în care această clauză ar interzice orice fel de ajutor oferit de Congres pentru Biserică, indiferent de confesiune, fie într-un mod "non-preferențialist" interzicând doar ajutarea unei religii în favoarea alteia, nu și intervenția în domeniul religios cu scopul de a facilita accesul la religie (privește acomodarea conflictelor ce ar apărea între separarea bisericii de stat și datoria statului de a asigura libera alegere și accesul cetățenilor la religie - eng. Free Exercise Clause).
Trebuie remarcat că "această clauză are un caracter absolut". Cere să nu existe nici o lege (no law) și, de asemenea, trebuie remarcat că această clauză nu interzice doar instituirea de către guvernul federal a unei religii oficiale de stat, ci orice fel de lege respecting an establishment of religion" Astfel, deși unii judecători de la Curtea Supremă, precum William Rehnquist, au argumentat că această clauză "nu interzice decât instituirea unei singure biserici naționale sau favorizarea unei biserici în favoarea alteia", majoritatea deciziilor Curții Supreme și a membrilor ei au susținut că Clauza Instituirii interzice guvernului promovarea religiei în general cât și favorizarea unei religii în raport cu alta sau a religiei în raport cu nonreligiile.
În speța, devenită celebră pentru dezbaterile cu privire la Clauza Instituirii, Everson v. Board of Education, 1947, Curtea Supremă s-a pronunțat asupra interpretării ei astfel: „Clauza cu privire la instituirea unei religii a Primului Amendament înseamnă cel puțin asta: Nici un stat și nici guvernul federal nu pot înființa o biserică. Nici unul nu poate da legi în sprijinul unei religii, a tuturor religiilor, sau să prefere o religie în favoarea alteia. Nici unul nu pot forța sau influența o persoană să urmeze sau să renunțe la o anume biserică împotriva voinței sale sau să fie forțat să-și declare credința sau necredința într-o religie. Nici o persoană nu poate fi pedepsită datorită sau declarării credințelor religioase sau nonreligioase, pentru prezența sau absența de la biserică. Nici o taxă indiferent de sumă, mare sau mică, nu poate fi îndreptată spre susținerea activităților sau instituțiilor religioase, indiferent de numele și forma aleasă pentru învățarea sau urmarea învațăturilor religioase. Nici un stat, nici guvernul federal nu pot, în mod deschis sau secret, participa în activitățile organizațiilor și grupurilor religioase și viceversa.“
Cazurile ajunse la Curtea Supremă cu privire la Clauza Instituirii au atins toate zonele de conflict, de intersectare dintre statul secular și biserică/religie, existând acum o serie de precedente ce se doresc a trasa această graniță fină între sferele celor două.
De exemplu, în ceea ce privește asistența financiară a organizațiilor religioase Bradfield v. Roberts (1899) Curtea Supremă a găsit constituțională finanțarea unui spital administrat de o instituție romano-catolică deoarece spitalul a fost considerat o instituție seculară a cărei sprijinire cu bani bugetari nu constituie o sprijinire directă a Bisericii Romano-Catolice. În Everson v. Board of Education (1947), s-a considerat a fi constituțională o hotărâre locală prin care era finanțat transportul copiilor la școală, fie că e parohială sau nu, în ciuda Clauzei Instituiste, asta pentru că legea se aplică tuturor cetățenilor, indiferent de religie. În Lemon v. Kurtzman(1971), s-au considerat a fi neconstituționale două legi, una care permitea statului să "cumpere" servicii în sectoare seculare de la școlile religioase iar alta ce permitea statului să plătească un procentaj din salariul profesorilor din școlile private, inclusiv cele religioase. O linie de demarcație pare a considera neconstituțional ajutorul direct către organizațiile religioase, vezi Sloan v. Lemon 1973, Mueller v. Allen 1983 cu folosirea veniturilor din taxe pentru ajutorarea colegiilor parohiale, pentru ajutorarea studenților în a urma aceste cursuri; insă este considerată constituțională posibilitatea statului de a acorda ajutoare unice pentru construirea acestor colegii, sau ca girant pentru creditele studenților ce doresc să urmeze un astfel de colegiu, ajutorul acordat fiind indirect către organizațiile religioase.
În problema rugăciunile în orele din școlile publice s-a considerat, în Engel v. Vitale 1962, ca neconstituțională rostirea unei rugăciuni, chiar dacă era non-confesională, Justice Black scriind că: "nu este parte a îndatoririlor oficiale ale guvernului să compună rugăciuni oficiale pentru orice fel de grup de cetățeni americani, pe care aceștia să le poată recita ca parte a unui program religios intreprins de către guvern". În Wallace v. Jaffree (1985), Curtea a găsit neconstituționlă hotărârea cu privire la necesitatea unui moment de tăcere pentru rugăciune privată—nu atât tăcerea a fost considerată neconstituțională cât faptul că aceasta promova religia iar în Lee v. Weisman 1992, tot neconstituțională a fost decisă și recitirea de rugăciuni religioase în cadrul ceremoniilor de absolvire, sau alte tipuri, unde prezența nu este neapărat obligatorie. În Santa Fe Independent School Dist. v. Doe 2000, Curtea a decis că nici măcar un vot al corpului de studenți nu ar autoriza o rugăciune condusă de studenți înaintea orelor de curs).
Și exemplele ar putea continua, dar merită spus că din aceste serii de precedente s-au putut extrage o serie de teste în vederea interpretării constituționalității, dacă o lege respectă sau nu Clauza Instituirii:1. Testul Lemon, numit așa după speța din 1971, unde s-a hotărât că pentru a fi în acord cu această clauză, o lege trebuie a) să aibă un scop secular legitim; b) să fie neutră față de religie, efectul primar nu trebuie să fie acela de a încuraja sau inhiba dezvoltarea unei religii; și c) să nu implice guvernul în mod însemnat în treburile religiei.2 Testul Coerciției asociat, de regulă, cu Justice Anthony Kennedy și soluționarea din County of Allegheny v. ACLU, afirmă că guvernul nu violează Clauza Instituirii decât dacă 1) oferă sprijin direct unei religii astfel încât să contribuie la instituirea unei biserici de stat; și 2) obligă oamenii să sprijine sau să participe la o religie împotriva voinței lor; 3. Testul Instituirii interpretare în care o lege încalcă Clauza și Primul Amendament dacă aceasta favorizează o religie în favoarea alteia într-un mod în care îi face pe unii să se simtă out-sideri, iar alții să se simtă in-sideri/privilegiați.
În ciuda clarității Primului Amendament la Constituție și al caracterului absolut al Clauzei Instituirii, în Statele Unite ale Americii există totuși o veche și puternică tradiție a nerespectului Constituției în această privință, și prin asta în fond a disprețului pentru legea fundamentală a țării, care astfel ea devine doar o simplă literă moartă. A trecut astfel mai bine de o jumătate de secol deja de când spețele relevante (1962, 1963) au fost tranșate de Curtea Supremă a S.U.A., însă de atunci și până azi atât membrii legislativului, cât și angajații statului din școli, dar și populația deservită de aceste instituții însăși, au încălcat și mai continuă și acum să încalce sistematic, practic de manieră zilnică, prevederile constituționale privitoare la religia în școlile publice. Astfel, parlamentele statelor federației americane au adoptat în mod repetat numeroase legi care eludează hotărârile Curții Supreme și astfel transformă în literă moartă prevederile constituționale, asta în timp ce minoritatea care protestează sau ar dori sa protesteze contra acestor încălcări flagrante și sistematice ale Constituției S.U.A., suportă din partea mediului o colosală presiune întru conformism, fiind intimidați și reduși astfel la tăcere.
Chiar și anumite instituții federale importante s-au lasat antrenate în tentative de eludare, de ocolire a deciziilor Curții Supreme: parlamentul federal american ("Congresul") de ex., a adoptat în 1993 "Legea de Reabilitare a Libertății Religioase" (L.R.L.R.), prin care guvernul federal era obligat să justifice limitarea libertății religioase doar prin invocarea - și firește dovedirea eventuală a amenințării - unui interes național major, asta în ciuda faptului că SCOTUS decisese deja în 1990 că guvernul nu e obligat să invoce vreun "interes național major" atunci când limitează libertatea religioasă, pentru asta fiind suficient apelul la o simplă lege cu aplicare generală. Curtea Supremă a considerat că prin adoptarea acestei legi care practic abolește decizia ei, puterea legislativă încearcă să-i dicteze, drept pentru care cu prima ocazie (1997) a abolit L.R.L.R. pe motiv că prin adoptarea acestei legi Congresul se face vinovat de "nerespectarea separării puterilor în stat".

### Arhivele naționale ale SUA (National Archives)
- The National Archives Experience — Constitution of the United States
- The National Archives Experience — High Resolution Downloads of the Charters of Freedom
- Full text of U.S. Constitution
- Full text of The Bill of Rights
- Full text of the amendments